# ブライアン・ジェイムス
ブライアン・ジェイムス（Brian Girard James、1969年5月20日 - ）は、アメリカ合衆国のプロレスラー。ジョージア州マリエッタ出身。WWF時代のロード・ドッグ（Road Dogg）、TNA時代のBGジェイムス（BG James）のリングネームで知られる。
父親は1970年代に活躍したプロレスラーのボブ・アームストロング。兄のスコット・アームストロング、ブラッド・アームストロング、スティーブ・アームストロングも元レスラーである。

## 来歴

### キャリア初期
アメリカ海兵隊出身で、湾岸戦争への従軍経験もある。
1986年、当時NWA加盟団体であったCCW（Continental Championship Wrestlin）にて父、兄弟達が使用していたリングネームであるアームストロングを肖り、ブライアン・アームストロング（Brian Armstrong）でプロレスラーデビューを果たす。
1992年、ジム・コルネットが主宰するSMW（Smoky Mountain Wrestling）にてリングネームをダーク・シークレット（The Dark Secret）へと変更。シングル戦線で活動するも前座としての出場機会が中心であった。1993年よりリングネームをブライアン・アームストロングへと戻し、兄のスコット・アームストロング、ブラッド・アームストロングとザ・アームストロングス（The Armstrongs）なる兄弟ユニットを結成して活動。
1994年1月、当時メジャー団体であったWCWと兄弟と共に契約を交わして入団。ブラッドとのタッグで活動するがトップ戦線に絡む事ができず、シングル戦線ではWCW US王座を保持するスティーブ・オースチンに挑戦するも奪取する事ができなかった。

### WWF
1995年4月、メジャー団体であるWWFへと移籍。ザ・ローディー（The Roadie）のリングネームでジェフ・ジャレットとタッグを組んでレイザー・ラモン & 1-2-3キッドと短期抗争を展開し、6月25日のKing of the Ring 1995では準決勝まで進出するもラモンをセコンドに従えたサビオ・ベガと対戦するが敗戦した。
1995年8月より一時WWFを離脱。古巣であるSMWを経由してWWFと提携していたジェリー・ジャレット & ジェリー・ローラーが主宰するUSWA（United States Wrestling Association）にジェシー・ジェイムス・アームストロング（Jesse James Armstrong）のリングネームで参戦。初参戦となる10月30日、トレイシー・スマザーズと組んでUSWA南部タッグ王座を奪取。PG-13（JCアイス & ウルフィーD）との抗争後シングルプレイヤーへと転向し、WWFで相棒であったジェフ・ジャレットとUSWAヘビー級王座、USWA統一世界ヘビー級王座を巡って抗争。1996年6月10日、ジェフとUSWAヘビー級王座 & 敗者USWA追放を賭けた試合を行い敗戦し、USWAから脱退する事になった。
1996年6月、オットー・ワンツがオーストリアにて主宰するCWA（Catch Wrestling Association）に短期参戦後、8月よりUSWAに復帰。9月には抗争相手であったウルフィーDの助っ人となり、ビル・ダンディー & ジェイミー・ダンディーと抗争を開始。ラダーマッチやテーブルマッチといったハードコアマッチを展開した。
1996年10月、WWFにジェシー・ジェイムス（Jesse James）のリングネームで復帰。1997年4月よりロッカビリーと抗争を展開。10月よりリングネームをロード・ドッグ（Road Dogg）へと変更。同月には抗争を展開していたロッカビリーがリングネームをビリー・ガンへと変更し、ニュー・エイジ・アウトローズ（The New Age Outlaws）なるタッグチームを結成。11月24日のRAW is WARにてリージョン・オブ・ドゥーム（ホーク & アニマル）からWWF世界タッグ王座を奪取した。
当時飽和状態であり、王者チームの入れ替わりが激しかったタッグ戦線において長期防衛し、1998年1月より開始されたチェーンソー・チャーリー & カクタス・ジャックとの抗争においても幾度となく挑戦を退けた。3月29日、WWF年間最大のイベントであるWrestleMania XIVにてチャーリー & ジャックとダンプスターマッチによる王座戦を行い敗戦してベルトを奪取されたものの、翌30日のRAWにてスティールケージマッチで再戦が行われて勝利し、王座を奪還。そして共闘関係にあったD-ジェネレーションXへとメンバー入りし、キャリアのピークを迎える事になる。
D-ジェネレーションXとしてネーション、コーポレーションとユニット間の抗争を展開する中、WWF世界タッグ王座を通算5回獲得を見せる。
2000年、D-ジェネレーションXとして活動が休止。新たなパートナーとしてKクイックとヒップホップタッグを結成して活動するもニュー・エイジ・アウトローズほどのインパクトを与えられず、中堅と甘んじる。そして薬物所持が発覚した為に12月18日、前座番組であるJakkedの出場を最後にWWFから解雇となった。

### インディー団体
WWF解雇後、2001年10月よりWCW、WWFのレスラー達が集結したWWA（World Wrestling All-Stars）に参戦。同月23日、オーストラリアツアーにてジェフ・ジャレットと初代WWA世界ヘビー級王者決定戦を行い勝利し、初代王者に君臨した。12月3日、イングランドロンドンで行われたロンドンランブル・バトルロイヤルにて優勝を飾る。
2002年1月4日、IWAミッドサウスにて後にROH、WWEで活躍する事になるCMパンクと対戦して敗戦している。

### TNA
2002年9月、ジェフ・ジャレットが主宰するTNAと契約を交わし入団。リングネームをBGジェイムス（BG James）へと変更。同月18日、タッグガントレット・フォー・ゴールドバトルロイヤルにブライアン・ローラーとのタッグで初登場するが優勝するに至らなかった。
2003年5月、コナンと組んでアナーキーアライアンストーナメントに出場したのをきっかけに、WWF時代のパートナーであったロン・キリングスも引き入れてヒップホップユニット、3LK（3 Live Kru）を結成。11月26日、NWA世界タッグ王座を保持するジョニー・スウィンガー & サイモン・ダイアモンドに対して6人タッグマッチで王座戦を行う事を要求。グレン・ギルバーティを加えたスウィンガー & ダイアモンドと対戦して勝利し、ベルトを奪取。同時に3人で王座を共有する事になった。
2004年、フェイスターンしてリング内外を暴れ回っていたスコット・ダモール率いるチーム・カナダと抗争を展開。11月7日にはPPVであるVictory Road 2004にてコナンとのタッグでボビー・ルード & エリック・ヤングからNWA世界タッグ王座を奪取した。
2005年、TNA所属でありながらNWA加盟団体やインディー団体に参戦。4月17日、BCW（Border City Wrestling）にてWWEから解雇となり、TNAに移籍してきたジ・アウトローとニュー・エイジ・アウトローズを再結成。A-1 & トライタンと対戦して勝利。10月8日、NWAレッスルバーミングハムにてNWAアラバマヘビー級王座を保持するトム・プリチャードと対戦して勝利し、ベルトを奪取している。
TNAでは11月29日、ジ・アウトローがジェイムスの兄弟であるという事を発言してキップ・ジェイムスへとリングネームを変更。3LKに加入して4LK（4 Live Kru）となる。12月11日、PPVであるTurning Point 2005にてチーム・カナダ vs 4LKとの対戦において突如造反し、敗戦。キップとユニットから脱退する事を宣言し、ジェイムス・ギャング（The James Gang）を結成した。
2006年、タッグ戦線で活動するもWWF時代ような王座を巡った争いに食い込めず、11月よりタッグネームをブードゥー・キン・マフィア（Voodoo Kin Mafia）へと変更。2007年、王座戦線には相変わらず加わる事ができない状態であったがLAX、スタイナー・ブラザーズ（リック・スタイナー & スコット・スタイナー）との抗争でストーリーラインを盛り上げた。
2008年1月、キップとのタッグ間において徐々に亀裂が生じるようになり、2月10日のPPV、Against All Odds 2008ではキップの代理として父であるボブ・アームストロングとの親子タッグでTNA世界タッグ王座を保持するAJスタイルズ & トムコに挑戦するも敗戦。これが決定打となりキップとのタッグは解消する事になった。4月13日、PPVであるLockdown 2008にてキップとスティールケージマッチによる遺恨戦を行い勝利した。キップとの抗争後、シングルプレイヤーへと転向。
2009年3月21日、GLCW（Great Lakes Championship Wrestling）にてキップとジ・アウトローズ（The Outlows）のタッグネームで参戦。ケビン・ナッシュ & スコット・ホールとnWo vs D-ジェネレーションXを実現するも試合途中にナッシュがホールを裏切り、孤立したホールを圧倒して勝利した。5月2日、ハウスショーにてブルータス・マグナスとの試合をしたのを最後にTNAより解雇となった。

### インディー団体
TNA解雇後、2009年6月27日、JAPW（Jersey All Pro Wrestling）に参戦。10月17日にはJAPWタッグ王者チームであり、故障していたブロディ・リーの代理としてネクロ・ブッチャーのパートナーを務めて王座を防衛。11月27日、CCW（Coastal Championship Wrestling）にてニュー・エイジ・アウトローズとして出場し、ロー・ダウン（チャズ & ディーロ・ブラウン）とWWFリユニオンマッチを行い勝利。
2010年1月30日、NWAヒューストンにてディスファクションと組んでACWタッグ王座を保持するメイソン・クインと2vs1によりハンディキャップマッチを行い勝利してベルトを奪取。4月よりCWE（Canadian Wrestling's Elite）にてニュー・エイジ・アウトローズで参戦。ロード・ドッグ & ビリー・ガンのリングネームで出場した。
2011年3月5日、PWS（Pro Wrestling Syndicate）にて勝者はPWSヘビー級王座を獲得する事ができる変則6人タッグマッチにてビリー & XパックとD-ジェネレート・オブ・レスリング（D-Generates of Wrestling）なるユニットを結成してリアリティ・チェック（ダニー・デマント & ケビン・マシューズ）& 王者であるデボン・ムーアと対戦するが敗戦し、ベルトを奪取するに至らなかった。8月12日、WWFやWCWに所属経験のあるICPが主宰するJCW（Juggalo Championship Wrestling）にニュー・エイジ・アウトローズとして参戦。jWo（ナッシュ & Xパック）と対戦するが敗戦した。

### WWE
2011年4月2日、ジョージア州アトランタのフィリップス・アリーナで行われたWWE殿堂の記念式典に出席、ブラッドやスコットと共に、父のボブ・アームストロングの殿堂入りのインダクターを務めた。10月からはロード・エージェントとしてWWEと再契約し、裏方ながら久々のWWE復帰が実現。12月12日のRAWで行われたスラミーアワードにプレゼンターとして登場したことをきっかけに、TV出演の機会も増えている。
2012年1月29日、Royal Rumble 2012にてロイヤルランブルマッチで23番目の選手としてサプライズ参戦。7月23日、RAW1000回記念放送であるRAW 1000にてビリー・ガンとXパックと共に1998年4月27日にWCWがバージニア州に所在するスコープアリーナで開催したNitroに襲撃した時の戦闘用ジープに乗って登場。D-ジェネレーションXのメンバーと久々に顔を合わせ、往年のマイクパフォーマンスを披露した。12月にはニュー・エイジ・アウトローズとしてハウスショーに出場。
2013年3月4日、RAWにてプリモ & エピコと対戦して勝利。同月11日、RAWにてローデススカラーズ（コーディ・ローデス & ダミアン・サンドウ）と対戦するも試合途中にブロック・レスナーの介入により襲撃されノーコンテストとなった。
2014年1月13日、RAWにてヒールターン。ザ・シールドと抗争中であったCMパンクの助っ人として登場し、対戦するが敗戦。同月26日、Royal Rumble 2014にてWWEタッグ王座を保持するコーディ・ローデス & ゴールダストに挑戦して勝利。ベルトを奪取した。2月よりウーソズとベルトを巡って抗争を開始。また、ダニエル・ブライアンと抗争中であったケインと共闘。同月28日には傘下団体であるNXTにてジェイソン・ジョーダン & タイ・デリンジャーと対戦して胸を貸している。3月3日、RAWにてウーソズとWWEタッグ王座を行い敗戦し、王座陥落。4月6日、WrestleMania XXXにてケインと組んでザ・シールドと対戦するが2分で敗退した。
2019年、D-ジェネレーションXとしてWWE殿堂に迎えられた。
2022年、コスコカットを理由にWWEを解雇された。　　　　　　　　　
2022年8月現在、ライブイベント部門の上席執行役員を務めている。

## その他
- リングネームでロード・ドッグと名乗っているがニュー・エイジ・アウトローズとしてのマイクパフォーマンスにおいてはロード・ドッグ・ジェシー・ジェイムスとアピールする。

## 得意技
フィニッシュホールド 
パンプハンドル・スラム
フィニッシャー
 その他得意技 
シェイク・ラトル & ロール
左手でジャブを3回放った後ステップを踏み、最後に右パンチを決めるコンビネーション。
シェイキー・ニー・ドロップ
シェイク・ラトル & ロールからこの技に繋げるのが定番となっている。
パイルドライバー
DDT
スパイク・パイルドライバー
ビリー・ガンとの連携技。ジェイムスがパイルドライバーの体勢で抱え上げ、ビリーが相手の両足を掴んで叩きつける。

## 獲得タイトル
ACCW
- ACCWヘビー級王座 : 1回

CWF
- CWFヘビー級王座 : 1回

TNA

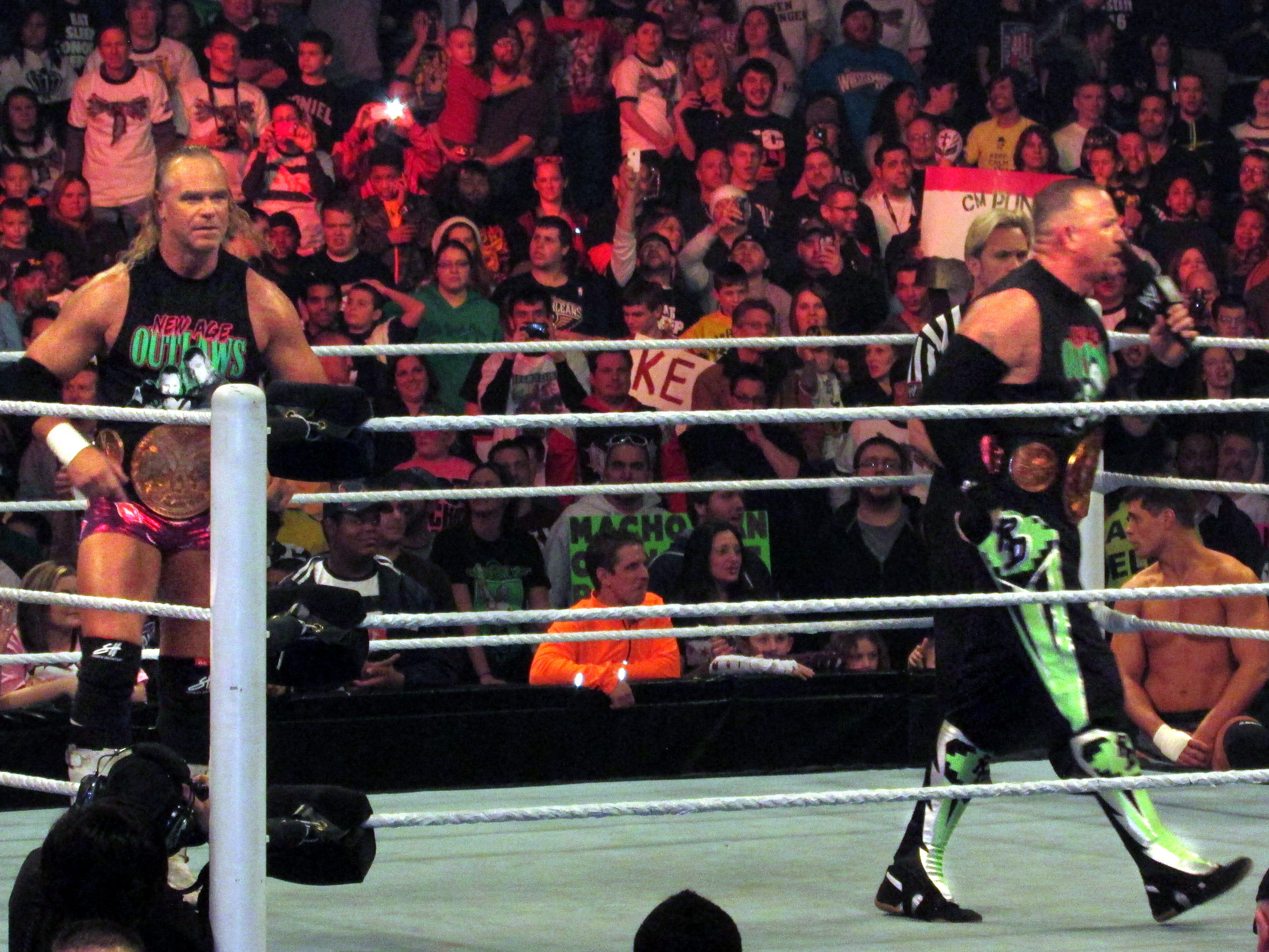
ニュー・エイジ・アウトローズ(ビリーガン&ロード・ドッグ)WWF世界タッグ王座 / WWE世界タッグ王座

- NWA世界タッグ王座（TNA版） : 2回（w / コナン & ロン・キリングス）

USWA
- USWA南部ヘビー級王座 : 1回
- USWA TV王座 : 2回
- USWA南部タッグ王座 : 2回（w / トレイシー・スマザーズ）

WWA
- WWA世界ヘビー級王座 : 1回

WWF / WWE
- インターコンチネンタル王座 : 1回
- ハードコア王座 : 1回
- WWF世界タッグ王座 : 5回（w / ビリー・ガン）
- WWEタッグ王座 : 1回（w / ビリー・ガン）
- WWE殿堂：2019年（D-ジェネレーションXとして）[3]

## 決め台詞
- Oh! You didn't know, Your Ass better call somebody!
- Ladies & Gentlemen, boys & girls, children of all ages, DeGeneration X proudly brings to you, it's WWF Tag Team Champion of the World! The Road Dogg Jasse James, the Bad ass Billy Gunn, the New Age Outlaws!!

## 入場曲
- Oh You Didn't Know?
- With My Baby Tonight
- Break It Down
- Gettin' Rowdy
- Oh, You Didn't Know? ver.TNA
- Nobody Moves
- Bad Jam